# Niederspannung

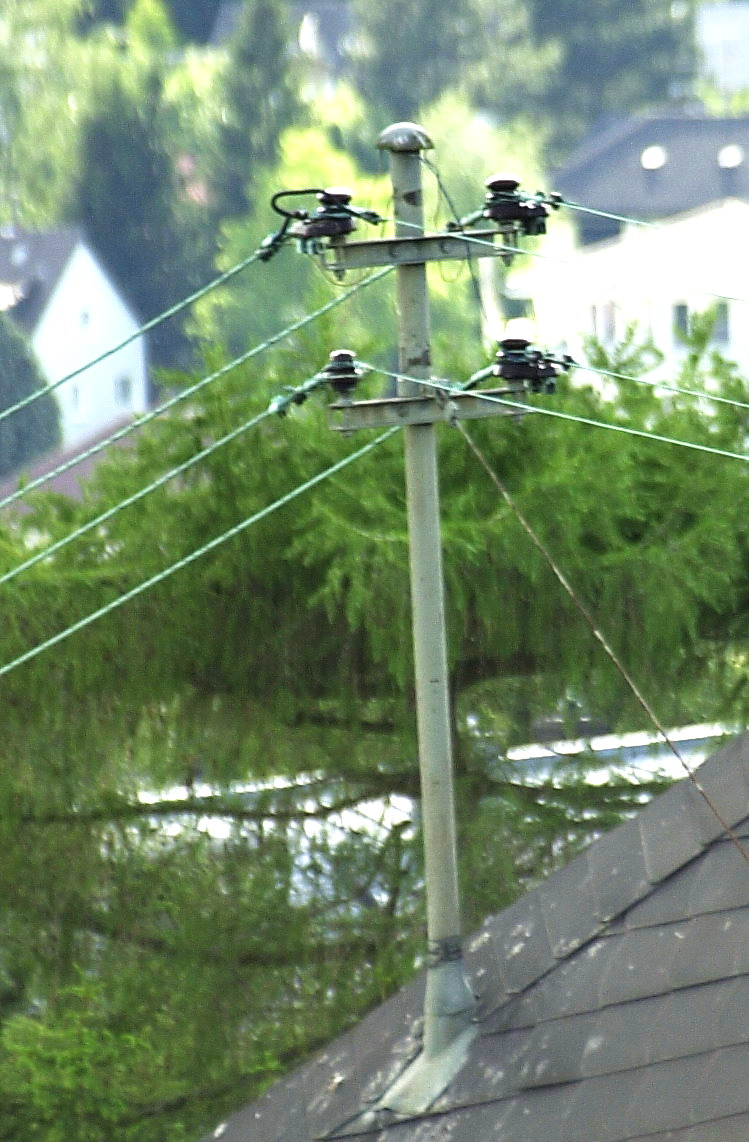
Dachständer mit Freileitungen, Teil des Niederspannungsnetzes

Als Niederspannung bezeichnet man Wechselspannungen bis 1000 Volt und Gleichspannungen bis 1500 Volt. Der Bereich der Niederspannung umfasst Niederspannungsnetze (230-/400-Volt), aber auch Kleinspannungen. Rechtliche Regelungen von Niederspannungsanlagen innerhalb der EU sind im Rahmen der Niederspannungsrichtlinie festgelegt.
| Spannungsbereiche | Spannungsbereiche | AC       | DC       |
| ----------------- | ----------------- | -------- | -------- |
| Hochspannung      |                   | > 1000 V | > 1500 V |
| Niederspannung    |                   | ≤ 1000 V | ≤ 1500 V |
| Niederspannung    | Kleinspannung     | ≤ 50 V   | ≤ 120 V  |

Elektrische Spannungen über der Niederspannung werden als Hochspannung bezeichnet, die im Bereich der elektrischen Energietechnik ohne eindeutige Definition der Grenzen in die Teilbereiche der Mittelspannung, Hochspannung und Höchstspannung weiter unterteilt wird. 